# 上棟式

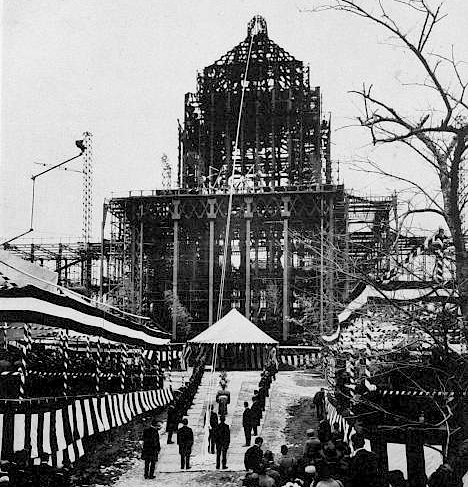
国会議事堂の上棟式（1927年4月7日）

上棟式（じょうとうしき）とは、建物の造営が成就した際に執り行われる建築儀礼。この式礼は棟上げ（むねあげ）ともいう。また、建前（たてまえ）、建舞（たてまい）ともいう。なお、英語ではトッピング・アウトが上棟式に相当するが、柱を建て始める立柱式（柱建て）を指している場合もある。

## 日本の上棟式

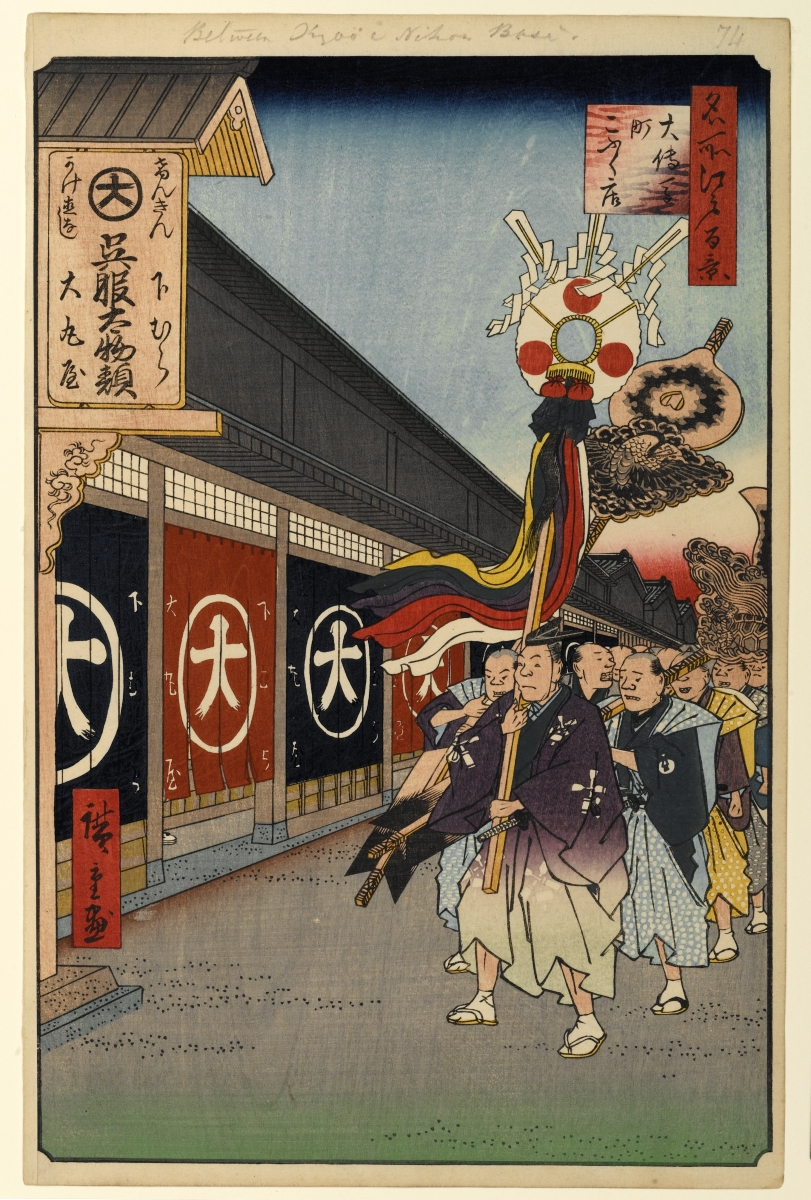
上棟式の際に飾った幣串と破魔矢を担ぎ、棟梁送りをする様子を描いた錦絵。歌川広重『名所江戸百景』「大伝馬町呉服店」。当時の祝い柱は3mほどあった

日本では上棟式は建築儀礼の中で最も重視されてきた。竣工後も建物が無事であるよう願って行われるもので、通常、柱・棟・梁などの基本構造が完成して棟木を上げるときに行われる。

### 式典
式の方法や次第に規定はなく、地域による差異もある。屋上に祭壇を設けそこで祭祀を行うものや、祭壇のみ屋上に設けて祭祀は地上で行うもの、祭壇も祭祀も地上のものの区別もある。
一般的には、最後の梁を建物の最上部に設置して屋根を完成させる際に行われ、梁に大工や建築主らが署名した後、梁を屋根に引き上げて固定し、その上に常緑樹の葉や枝で作った飾りや旗などを設置し、その後は一同で飲食を行う。常緑樹には、成長や幸運を祈る意味合いがある。

#### 建前・棟上
建前、棟上とは普請を生業にする職人がいる地域では、棟梁（大工）が中心になり大工の作成した番付表（組み立て手順書の様な物）を見て鳶職が軸組みの組み立てを行い一番高い棟木を設置する一連の作業を指す。その最後の作業からその後の儀式を上棟式、棟上式という。
日本の上棟式には神道様式や仏教様式がある。

### 神道での様式
神社本庁では「諸祭式要鋼」で上棟式の基準を示している。それによれば、祭神は屋船久久遅命（やふねくくのちのみこと）、屋船豊宇気姫命（やふねとようけひめのみこと）、手置帆負命（たおきほおいのみこと）、彦狭知命（ひこさしりのみこと）および当地の産土神である。
- まず、他の祭祀と同様に修祓・降神・献饌・祝詞奏上が行われる。
- 次に、上棟式特有の儀礼として、曳綱の儀（棟木を曳き上げる）、槌打の儀（棟木を棟に打ちつける）、 散餅銭の儀（餅や銭貨を撒く）が行われる。
- 最後に、他の祭祀と同様に玉串拝礼・撤饌・昇神・直会（なおらい）が行われる。